# Malingsbo-Kloten

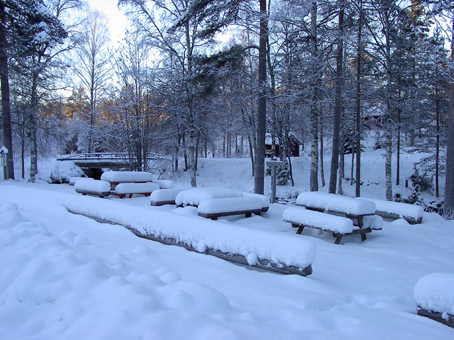
Skräddartorp, Malingsbo-Kloten.

Malingsbo-Kloten är namnet på ett område i gränslandet mellan Örebro län, Dalarnas län och Västmanlands län som 1977 av regeringen avsattes för att främja det rörliga friluftslivet. Området är beläget mellan riksvägarna 50, 66 och 68 och berörda kommuner är Lindesberg, Ljusnarsberg, Ludvika, Smedjebacken, Fagersta och Skinnskatteberg.

## Historia
Hela skogslandskapet blev exploaterat för bergshantering i hyttor och hammare, vilka mer eller mindre alla avvecklades kring tidigt 1900-tal. Den biologiska norrlandsgränsen skär tvärs igenom området, på diagonalen, och man finner allt mellan slättlandskap och tallhedar. Klimatet begränsar möjligheten till lönsamt jordbruk och antalet bönder är få.
Området bär spår av både bergshanteringen från 1800-talet och det svedjebruk som inflyttade finnar ägnade sig åt på 1600-talet. Fortfarande efter 400 år finns till exempel små tjärnar som heter Paskalampi och Väckalampa.

## Friluftsliv
I områdets kärna finns byarna Malingsbo, Kloten och Björsjö och kring dessa bildades ett naturreservat i Smedjebacken kommun redan när det större naturvårdsområdet skapades 1977. Idag finns ett utbud av aktiviteter  för fiske och annat friluftsliv.

## Skötsel
Skyddsstatusen gavs namnet naturvårdsområde och skötselplanen angav att bebyggelse och  exploatering skulle prövas utifrån aspekten att inte störa det rörliga friluftslivets förutsättningar, samtidigt som ett aktivt skogsbruk inte skulle hindras i området. I och med den nya miljöbalkens införande 1999 ersattes tidigare naturvårdsområden i Sverige med skyddsstatusen naturreservat.
I Länsstyrelsens värdebeskrivning 2013 av Malingsbo-Klotenområdet anges ett antal åtgärder som påtagligt skulle kunna skada områdets värden:
- en omfattande exploatering (t.ex. permanentbostads- eller fritidshusbebyggelse, industrianläggningar m.m.)
- bulleralstrande verksamheter i känsliga områden (vattenskoterkörning, vattenskidåkning, överflygning med motordrivna flygplan på låg höjd m.m.)

- barriärskapande verksamheter (större vägbyggen)

- negativ visuell påverkan i anslutning till utsiktspunkter, större relativt orörda områden och kulturmiljöer (t.ex. telemaster, kraftledningar och vindkraftverk)

- friluftslivsverksamheter som påverkar eller skadar naturvårdsvärden som utgör en del av motivet för att området är av riksintresse för friluftslivet (t.ex.utplantering av fisk i störningskänsliga vattenmiljöer)

- storskaliga bruksformer (större kalavverkningar eller alltför stora områden med ung skog)

- upphörd hävd i odlingslandskapet

Naturvårdsverket har genom åren anslagit medel till markägaren Sveaskog för att utveckla områdets förutsättningar för friluftsliv med ett stort antal stigar, leder, vindkojor och rastplatser. Med hänvisning till skyddsstatusen gäller inte allemansrätten i området, utan man har därmed möjlighet att styra övernattningsställen till gamla skogskojor från flottningstid och skogsarbete samt genom bygget av campingmöjligheter på olika ställen i skogen med sanitära möjligheter. Utan dessa möjligheter att reglera vistelsen i området är det sannolikt att slitaget hade blivit oproportionerligt stort och extremt kostsamt att hantera[källa behövs].